# Nyi und Nidi
Nyi und Nidi sind die Namen zweier Zwerge der nordischen Mythologie, die mit den Mondphasen in Verbindung gebracht werden. Sie werden im Zwergenkatalog der Völuspá, dem Dvergatal, als erste in der Zwergenreihe genannt. Als Erdzwerge gehören sie zur Zwergenschar von Modsognir. Ihre Namen werden auch in den Þulur als Zwergennamen genannt.
Eine Verbindung zu den Mondphasen ergibt sich, wenn man ihre Namen als sprechende Namen versteht. Nyi und Nidi, altnordisch Nýi ok Niði, werden abgeleitet von altnordisch ný ‚Neumond‘ und altnordisch nið ‚Neumond, abnehmender Mond.‘. Genau genommen bezeichnet aber ný die Phase des sich erneuernden, zunehmenden Monds bis zum Vollmond, während nið die Phase des abnehmenden Monds bis Neumond meint. Somit könnte man die Zwergnamen auch als ‚das neue Licht‘ und ‚das schwindende Licht‘ übersetzen.
Die Mondphasen schenkten die Götter den Menschen zur Berechnung des Jahres. Mani, der Mondgott, lenkt den Lauf des Mondes und bestimmt Vollmond und Neumond. Welche Aufgabe den Zwergen dabei zukam, ist nicht bekannt. Möglicherweise waren sie Personifikationen der Mondphasen. Vielleicht steht hinter den Namen die Vorstellung, dass die beiden Zwerge in den entsprechenden Mondphasen geboren wurden.